# غاريت وانغ
غاريت وانغ (بالإنجليزية: Garrett Wang)‏ هو ممثل أمريكي، ولد في 15 ديسمبر 1968 بريفرسايد في الولايات المتحدة.

## أعمال

### مسلسلات
- فوياجر

## وصلات خارجية
- غاريت وانغ على موقع IMDb (الإنجليزية)
- غاريت وانغ على موقع ألو سيني (الفرنسية)
- غاريت وانغ على موقع ميوزك برينز (الإنجليزية)
- غاريت وانغ على موقع أول موفي (الإنجليزية)
- غاريت وانغ على موقع إن إن دي بي (الإنجليزية)
- غاريت وانغ على موقع قاعدة بيانات الفيلم (الإنجليزية)
- غاريت وانغ على موقع كينوبويسك (الروسية)